# Вантаж 300 (позначення)

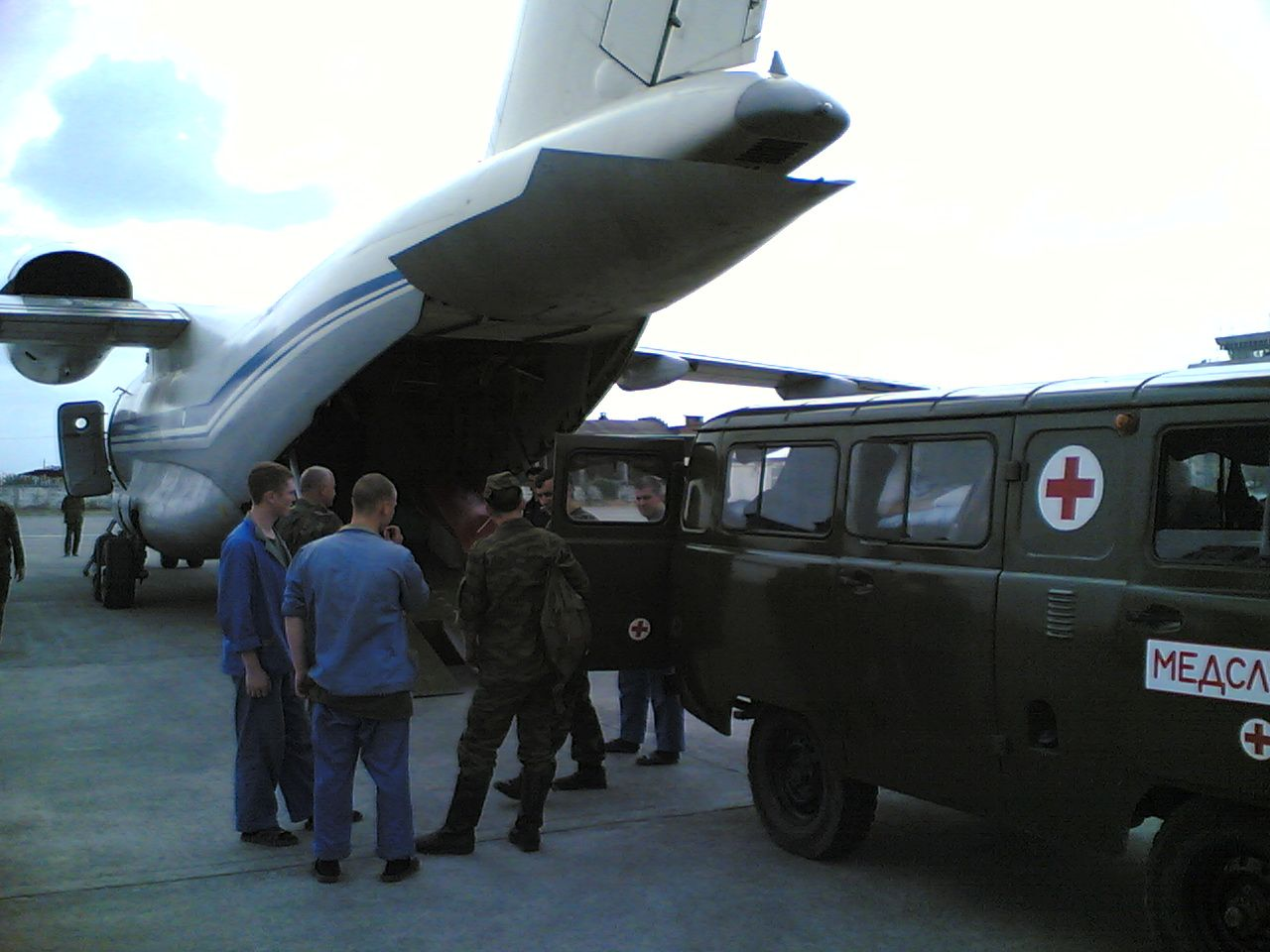
На аеродромі в Ростові-на-Дону (2008 р.). На транспортному літаку відправляють поранених у Чечні для лікування у військовому шпиталі.

«Вантаж 300» (рос. груз 300) — у військовому жаргоні термін, що позначає транспортування пораненого солдата, якого вивозять із зони бойових дій. Назва увійшла у вжиток після війни в Афганістані. Часто використовується в оперативних переговорах військових і спецслужб для позначення кількості поранених («у нас двоє трьохсотих»).
При перевезенні пораненого заповнювалась форма документа № 300 (типовий бланк). Звідси й назва «вантаж 300».[джерело?]